# La Malinche
La Malinche, även kallad Malintzin, Malinalli, Marina eller doña Marina, född troligen i Painala cirka 1501, död troligen omkring 1529, var en mexikanska som fungerade som Hernán Cortés tolk och rådgivare under spanjorernas erövring av Mexiko. Hon fick även en son med Cortés, Martin Cortés (1523–1595)..
La Malinches ursprungliga namn anses ha varit Malinalli. Hon döptes till Doña Marina av spanjorerna. Hennes namn översattes till nahuatl som Malintzin som innehåller ett aztekiskt hederssuffix -tzin. Detta namn översattes tillbaka till spanska som La Malinche..

## Biografi
La Malinche tillhörde troligen de högre stånden i mexica-kulturen. Hennes far fungerade som guvernör i Painala (ort belägen i aztek-rikets sydöstra del).. Det är inte helt klarlagt men det troliga är att hon blev såld eller given som slav till mayafolken som flicka, varför hon talade flytande modersmålet nahuatl och chontal-maya.
Som slav överlämnades hon som gåva till Hernán Cortés den 15 mars 1519 från hövdingarna i Tabasco tillsammans med 19 andra kvinnor, guldstycken och tyger. Efter att hon blivit döpt till Marina gav Cortés henne som gåva till Alonso Hernández Puertocarrero, en av sina kaptener.
Sedan Cortés fått kännedom om att Malintzin talade nahuatl började han använda henne som tolk från nahuatl till maya och Jerónimo de Aguilar, som varit strandsatt och räddades av Cortés på Cozumel, översatte maya till spanska. På så sätt togs de första språkliga kontakterna mellan spanjorer och azteker. Senare lärde sig Malintzin spanska mycket snabbt.. Hon tjänstgjorde hos Cortés inte bara som tolk, utan gav också råd om hur han skulle behandla indianerna. Det är sannolikt att hennes medverkan kom att få avgörande betydelse för den kommande händelseutvecklingen. Efter Aztekrikets besegrande följde La Malinche Cortés också till Honduras.
La Malinches och Cortés son Martín blev lagligt erkänd av påven men La Malinche fick också en dotter, María, med en av Cortés soldater, kapten Juan Jaramillo, som gifte sig med La Malinche 1524. Efter kampanjen i Honduras fick La Malinche några förstklassiga lantegendomar nära Mexico City..
La Malinches livstid är omdebatterad och varierar mellan perioderna 1498–1529, 1500-1527, 1500–1529 och 1501–1550. Hennes dödsorsak är också okänd men antagligen avledd hon av virusen som spanjorerna hade med sig från Europa.

## Malinchismo
Uttrycket malinchismo används i Mexiko om att föredra och sätta högre värde på utländska varor och vanor framför inhemska. En person som följer denna idé kan också kallas för malinchista. Hon kallas också för mexikansk Eva vilket symboliserar henne som landsförrädare.

## I populärkultur
Trots malinchismos negativa konnotation har La Malinche fungerat som inspiration för många olika böcker, konstverk och filmer.
Ett urval media där La Malinche förekommer:
- Hernán (2019), Amazon Prime Series, spelas av Ishbel Bautista.[12]
- Graham Hancocks böcker War God: Nights of the Witch (2013) och War God: Return of the Plumed Serpent (2014).
- La Conquista (2005), librettister Lorenzo Ferrero och Frances Karttunen, spelas av Radka Fišarová.
- I Star Trek universum finns det en rymdfartyg som heter USS Malinche.[13]
- Det finns en referens till La Malinche i Neil Youngs låt "Cortez the Killer" (albumet Zuma, 1975).

## Galleri

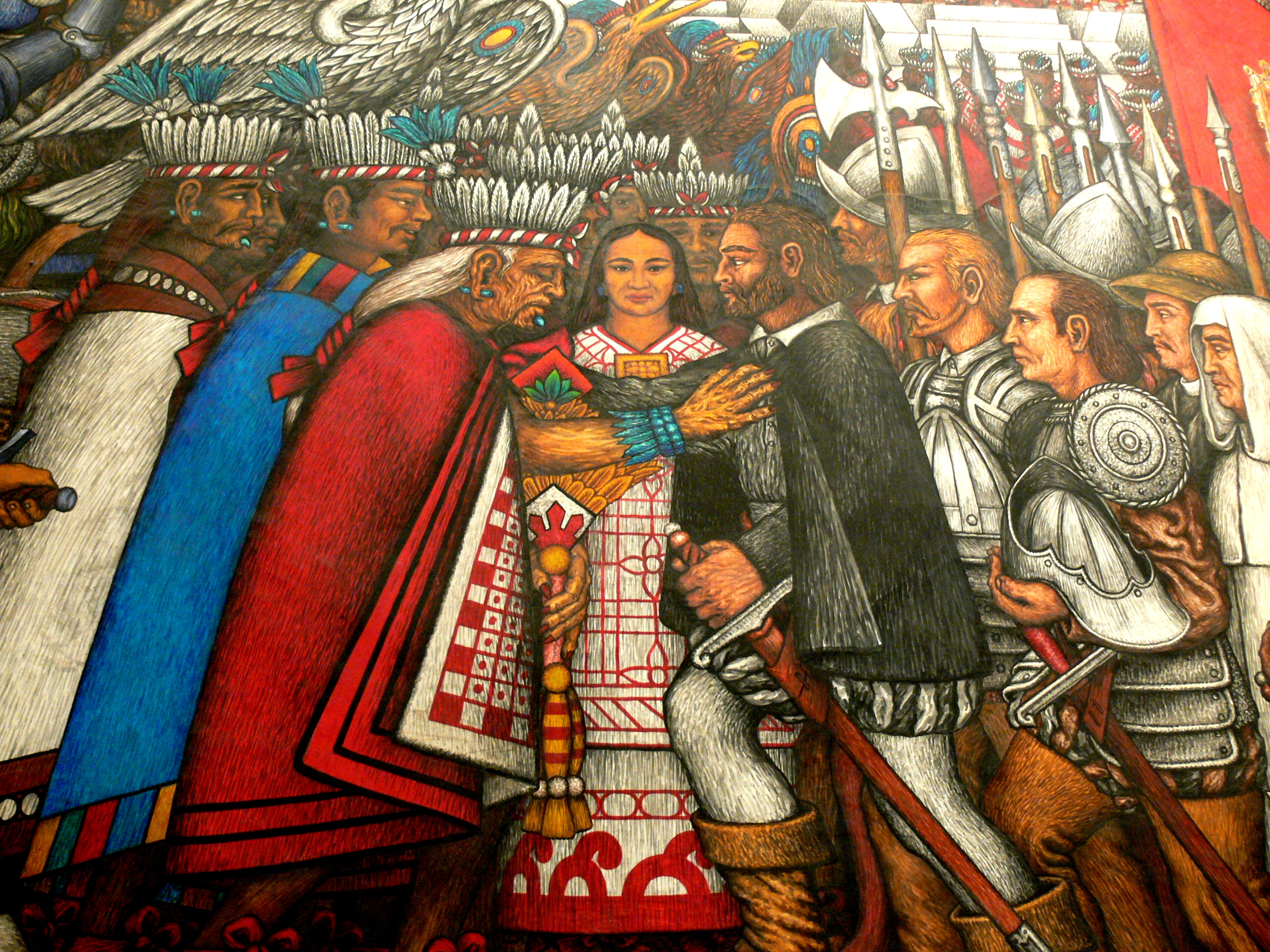
Doña Marina (i mitten) tolkar när Cortés förhandlar med Tlaxcala om en allians.
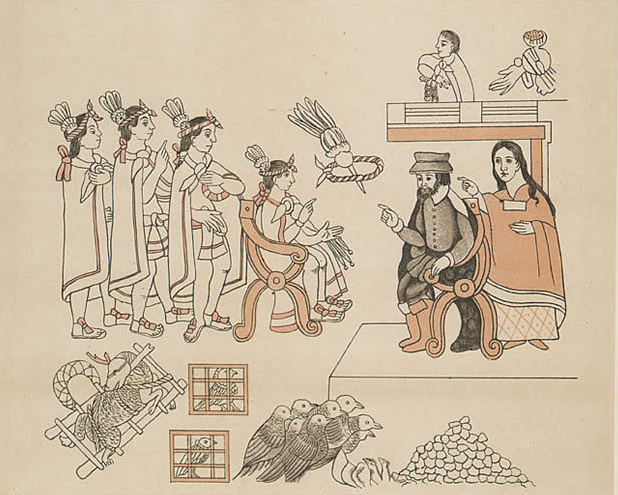
La Malinche tolkar en diskussion mellan Cortes och Moctezuma II.
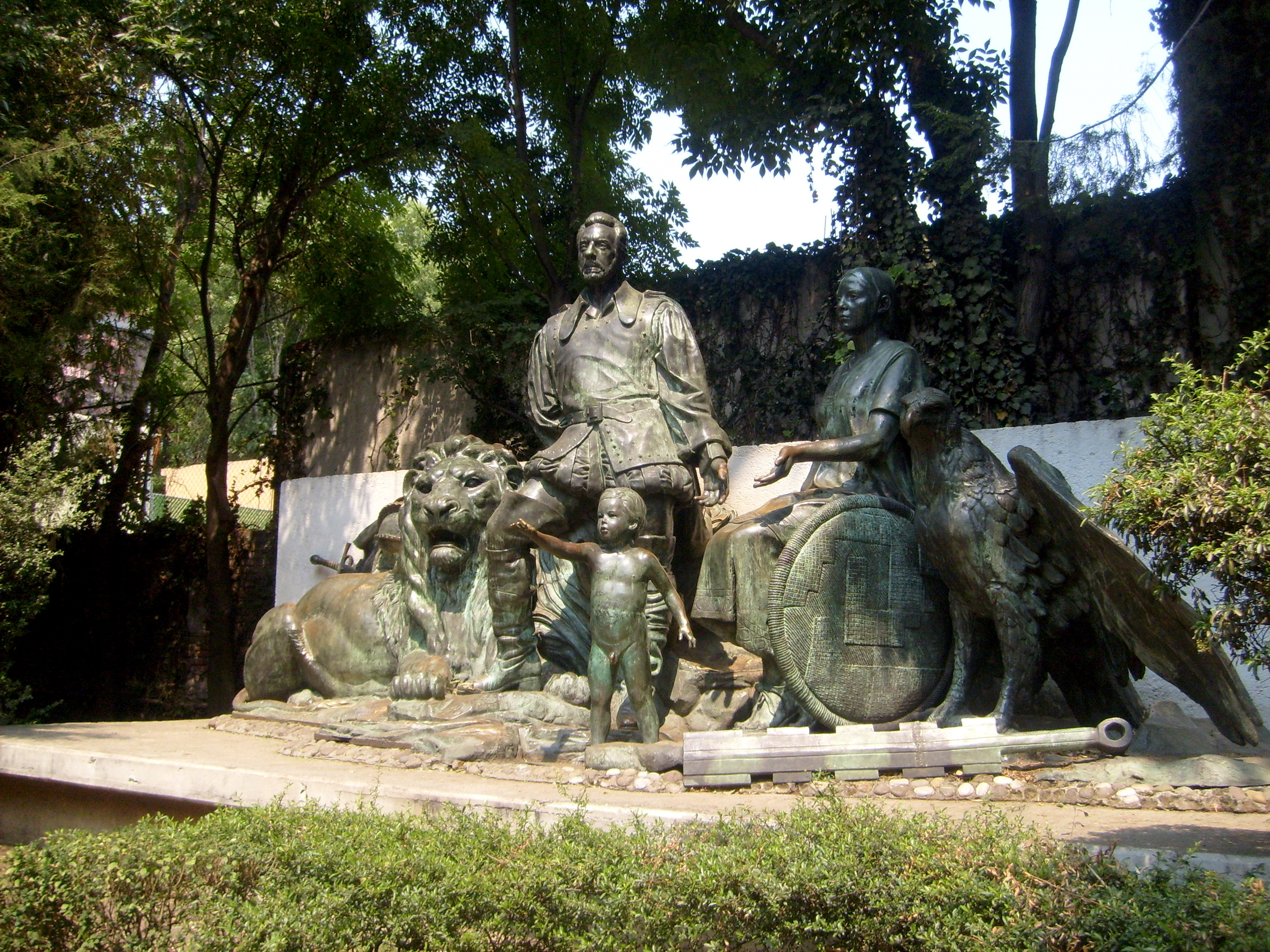
Monumento al Mestizaje (1982), som föreställer Cortes, La Malinche och deras son, i Jardín Xicoténcatl.
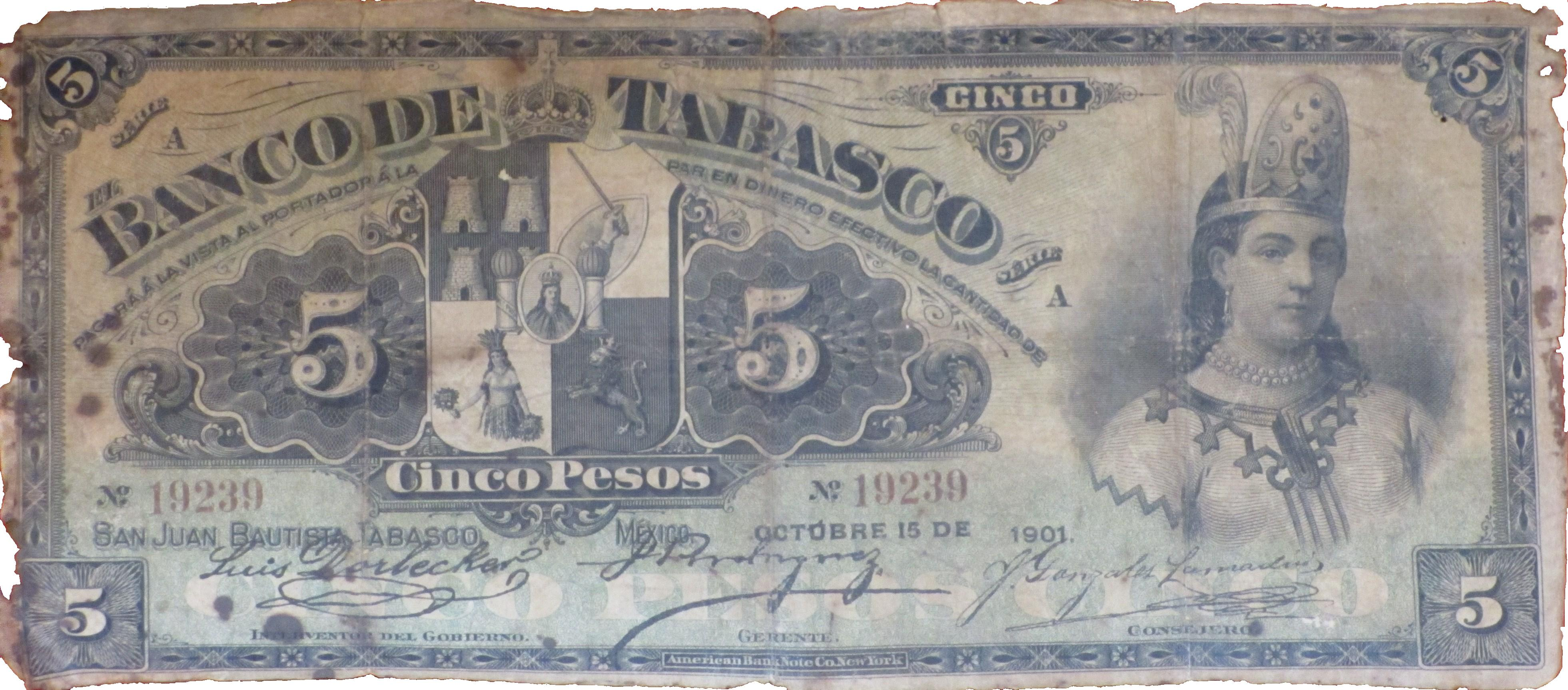
5 peso-sedel från 1901 med en bild på La Malinche.